# République populaire d'Angola
1975–1992
Entités précédentes :
- Angola portugais

Entités suivantes :
- République d'Angola

La république populaire d'Angola était le régime politique du pays éponyme, de son indépendance en 1975, jusqu'en 1992.

## Historique

### Mise en place du régime
La guerre d'indépendance de l'Angola est déclenchée en 1961 et contribue à affaiblir économiquement et politiquement le Portugal, puissance colonisatrice, qui connaît lui-même des bouleversements en 1974 quand la révolution des Œillets met à bas le régime de l'Estado Novo. Les trois mouvements indépendantistes angolais, le Mouvement populaire de libération de l'Angola (MPLA), le Front national de libération de l'Angola (FNLA) et l'Union nationale pour l'indépendance totale de l'Angola (UNITA) parviennent difficilement à signer entre eux, le 15 janvier 1975, un accord prévoyant de proclamer l'indépendance du pays le 11 novembre de la même année. Des accords de passation sont signés par le gouvernement portugais avec les trois mouvements. En octobre, le FNLA et l'UNITA s'allient contre le MPLA : le 11 novembre, alors que les combats continuent, le FNLA et l'UNITA proclament une « république démocratique et populaire » dans la ville de Huambo, tandis que le MPLA proclame à Luanda une « république populaire », sous la présidence du chef du MPLA, Agostinho Neto.

### Années de guerre civile
L'histoire de la république populaire d'Angola est marquée par le déroulement de la guerre civile angolaise qui est la continuation du conflit autour de la décolonisation, de 1974/75 . Dès l'indépendance, les hostilités reprennent entre le MPLA et les deux mouvements rivaux. Le MPLA, qui se déclare marxiste-léniniste en 1977, s'assure une position dominante, grâce au matériel dépêché par l'URSS, à un contingent de 4 000 soldats cubains et au soutien diplomatique de différents pays africains comme la Guinée, la république populaire du Mozambique, l'Algérie et le Nigéria. Le FNLA est définitivement réduit du fait de l'intervention des troupes cubaines, mais l'UNITA continue la lutte de son côté. L'avantage militaire du gouvernement de la république populaire d'Angola, où le MPLA tient le rôle de parti unique, laisse cependant entiers les problèmes du pays, dont la situation économique est désastreuse. Le parti au pouvoir est en outre traversé de luttes de tendances et de rivalités ethniques, opposant les métis et les noirs représentés par le ministre de l'intérieur Nito Alves (en), ainsi que les partisans d'une « pause dans la révolution » et ceux d'une « marche vers le socialisme » accélérée, représentés par Alvès. Nito Alves (pt) et ses partisans sont finalement éliminés à la suite d'une tentative de putsch en mai 1977. Le MPLA tient son premier congrès en décembre de la même année et se constitue en MPLA-Parti du travail, représentant officiel de la classe ouvrière. L'adhésion au « socialisme scientifique » est proclamée ; l'Angola est considéré par l'URSS comme un État « d'orientation socialiste ». Le président Neto s'octroie les pleins pouvoirs après la purge des « fractionnaires » au sein du parti. La situation de guerre contribue à susciter des clivages supplémentaires au sein de la société angolaise : la pénurie de produits alimentaires entraîne la mise en place d'un réseau de distribution réservé aux membres du parti, ainsi qu'à de nombreux soldats. Le MPLA est également divisé entre les tendances « internationalistes » proches de Cuba et celles, plus conservatrices, animées notamment par d'anciens membres du FNLA ralliés à la république populaire.
Le parti au pouvoir est marqué par l'hégémonie de son équipe dirigeante, autour d'Agostinho Neto. Ce dernier, malade, meurt le 10 septembre 1979, en URSS où il était parti se faire soigner. José Eduardo dos Santos lui succède. Le gouvernement fait preuve d'un certain pragmatisme dans les domaines diplomatiques et économiques : la reconstruction de l'économie, ruinée par la guerre, la destruction des infrastructures et le départ de presque tous les colons portugais, est entreprise sans révision majeure de la structure et du système de l'époque coloniale. L'État contrôle certains secteurs comme les textiles, le bois ou l'industrie alimentaire, mais l'économie continue d'être déterminée par les secteurs qui assuraient l'essentiel des exportations avant 1974 : le pétrole, le diamant, le fer et le café. L'Angola a des échanges commerciaux, non seulement avec des pays « socialistes », mais également avec le Brésil, l'Italie ou les pays scandinaves. Le gouvernement angolais parvient à gérer efficacement sa manne pétrolière. La balance commerciale est restée bénéficiaire et l’endettement extérieur a été contenu dans des limites raisonnables. En 1985, le service de la dette se chiffrait à 324 millions de dollars, soit environ 15 % des exportations.
Un effort majeur a été accompli dans le domaine de l’enseignement et de l’alphabétisation des adultes, en particulier dans les centres urbains. En 1986, le nombre des élèves du primaire dépasse le million et demi, et près d’un demi-million d’adultes ont appris à lire et à écrire. La langue d’enseignement demeure principalement le portugais, mais des expériences sont tentées afin d'introduire l’étude des langues africaines locales dès les premières années de scolarisation. Les rapports entre les Églises et le parti au pouvoir sont restés relativement sereins.
La guerre civile contre l'UNITA de Jonas Savimbi continue cependant, le mouvement rebelle ayant reçu le soutien non seulement de l'Afrique du Sud, mais également du Zaïre, avec l'approbation des États-Unis. Le conflit avec l'Afrique du Sud contribue à donner à l'Angola un rôle important dans le combat contre le régime d'Apartheid : dès 1976, le pays accueille des camps d'entraînement pour les membres de l'ANC. En 1977 et 1978, le gouvernement angolais aide les rebelles du Front national de libération du Congo à envahir le Zaïre, lors de la première guerre du Shaba. Les attaques de l’armée sud-africaine ont notamment pour objectif de paralyser l’activité économique. Le chemin de fer de Benguela devient une cible privilégiée des actions de l’UNITA et les infrastructures pétrolières et portuaires sont fréquemment sabotées. La guerre civile pousse finalement le gouvernement de Dos Santos à se réconcilier avec le Zaïre de Mobutu, et à nouer des contacts avec les États-Unis.
En janvier 1984, un accord est négocié. L’Afrique du Sud obtient de l’Angola la promesse du retrait de son soutien à la SWAPO (mouvement indépendantiste namibien installé en Angola depuis 1975) en échange de l’évacuation des troupes sud-africaines d’Angola. Malgré cet accord, l'Afrique du Sud, sous prétexte de poursuivre les guérilleros de la SWAPO mène des opérations de grande envergure sur le sol angolais, chaque fois que l'UNITA subissait des offensives des forces gouvernementales angolaises. En parallèle, l'Afrique du Sud organise des attentats en Angola. En mai 1985, une patrouille angolaise intercepte à Malongo un commando sud-africain qui s'apprêtait à saboter les installations pétrolières. Les États-Unis procurent aux rebelles des missiles sol-air Stinger, en passant par la base de Kamina, dans le sud du Zaïre, base que les États-Unis envisageraient de réactiver de façon permanente. L'aide américaine porterait également sur des armes antichars devant permettre à l'UNITA de mieux résister aux offensives de plus en plus menaçantes de l'armée de Luanda contre les zones encore sous son contrôle dans l'Est et le Sud-Est du pays.

### Transition politique et fin de la guerre
Dans les années 1980, l'Afrique du Sud continue de soutenir l'UNITA, et le gouvernement de Luanda perd l'espoir d'une victoire militaire à court terme. En 1988, la bataille de Cuito Cuanavale, où les forces du MPLA soutenues par les Cubains mettent en échec la supériorité aérienne sud-africaine, marque un tournant décisif pour la région : indépendance de la Namibie, déclin inexorable du régime ségrégationniste. Ce qui a fait dire au président du Congrès national africain, Jacob Zuma, invité aux célébrations du vingtième anniversaire de la bataille de Cuito, le 23 mars 2008, que « la contribution du MPLA et du peuple angolais à la lutte pour l’abolition de l’apartheid en Afrique du Sud n’a d’égal dans aucun pays du continent ».
En mars 1990 commencent de circuler dans Luanda des brochures réclamant la fin du parti unique, et l'ouverture de négociations avec l'UNITA. Une « troisième force » d'opposition, comptant les intellectuels et les gens d'Église, s'organise au sein de la société angolaise. Dans le même temps, l'UNITA lance en février 1990 une grande offensive, gagnant du terrain face aux forces gouvernementales. Des négociations de paix s'ouvrent alors au début de 1991. Le régime consent à des réformes face à la montée des mécontentements, et aux différents processus de démocratisation alors en cours en Afrique : le 23 mars 1991, le parlement angolais vote la fin du parti unique. En avril 1991, le Portugal fait office de médiateur entre le gouvernement et l'UNITA, tandis que les États-Unis et l'URSS envoient des observateurs. Le 31 mai 1991, les accords de paix sont signés à Bicesse (Portugal) par José Eduardo dos Santos et Jonas Savimbi. Le 26 août 1992, une nouvelle révision de la constitution fait disparaître les dernières traces d'idéologie marxiste-léniniste ; le nom officiel du pays devient république d'Angola.
Les premières élections multipartites de l'histoire de l'Angola se tiennent en septembre 1992 : le MPLA remporte la majorité, mais Jonas Savimbi refuse de reconnaître sa défaite, ce qui entraîne la reprise des hostilités dans la guerre civile angolaise ; le conflit ne s'achève qu'en 2002, par la mort au combat de Savimbi qui entraine l'abandon immédiat de toute activité militaire de la part de l'UNITA.